# مروى الذوادي
مروى الذوادي (22 ماي 1992) لاعبة كرة يد تونسية.

## مواضيع ذات صلة
منتخب تونس لكرة اليد للسيدات